# Медисин Шипман
Медисин Шипман (Кингс Маунтин, 20. новембра 2002) америчка је глумица. Позната је по узлози Кензи Бел у комедији Развали игру америчког телевизијског канала Никелодион.

## Приватни живот
Рођена је у Кингс Маунтину, у Северној Каролини. Најстарија је од четворо деце, а родитељи су јој Џен и Трејси Шипман. Oсим што се бави глумом, пише песме и свира гитару од своје осме године. 

## Каријера
Када је Шипман имала пет година, започела је сарадњу са агенцијом за таленте која јој је помогла да добије три различите улоге у програму Уживо суботом увече, као и улоге у Улици Сезам и у позоришту. Појавила се у представи Енрон на Бродвеју 2010.
Прву своју главну улогу добила је 2015. године у серији Развали игру продуцента Дена Шнајдера. Играла је Кензи Бел, девојчицу која је један од кооснивача компаније за развој видео игрица.

## Филмографија
| Година    | Наслов                              | Улога                 | Напомена                  |
| --------- | ----------------------------------- | --------------------- | ------------------------- |
| 2009−2011 | Уживо суботом увече                 | више различитих улога | 3 епизоде                 |
| 2010      | Улица сезама                        | Медисон               | 1 епизода                 |
| 2012      | Модерна љубав                       | Меди                  | филм                      |
| 2015−2019 | Развали игру                        | Кензи                 | главна улога              |
| 2015−2017 | Приче са кућним љубимцима из дворца | Блосом                | гласовна улога, 5 епизода |
| 2015      | Снупи и Чарли Браун: Филм о клињама | Виолет                | гласовна улога, филм      |
| 2016      | Обична реч                          | Салом                 | филм                      |
| 2017      | Хенри Опасност                      | Кензи                 | кросовер                  |
| 2019      | Црвени Рубин                        | Флора                 | главна улога, веб серија  |
| 2022      | Зовите ме Кет                       | Пипа                  | 1 епизода                 |